# Falcata del Museu de les Terres de l'Ebre
La Falcata del Museu de les Terres de l'Ebre és un exemple d'aquest tipus d'espasa ibèrica. Exposada al Museu de les Terres de l'Ebre, forma part del conjunt d'urnes i aixovars procedents de la necròpolis ibèrica de Mianes (Santa Bàrbara).

## Descripció
És una espasa de ferro curta i de fulla corba sencera. Té un pes de 465 grams i presenta una llargada màxima de 60,3 cm i una amplada mínima de la fulla de 8 cm. Aquest exemplar presenta una empunyadura de cap de cavall, típica dels exemplars de la península Ibèrica, i conserva una part de la decoració de ziga-zagues i formes geomètriques niellades en plata. La fulla ha perdut la seva superfície original però conserva els acanalats que alleugerien el pes de l'arma. El tall a totes dues bandes de la fulla indica que tenia una doble funció: tallar i punxar. En aquest s'ha observat marques de cops que indiquen que fou inutilitzada.

## Història

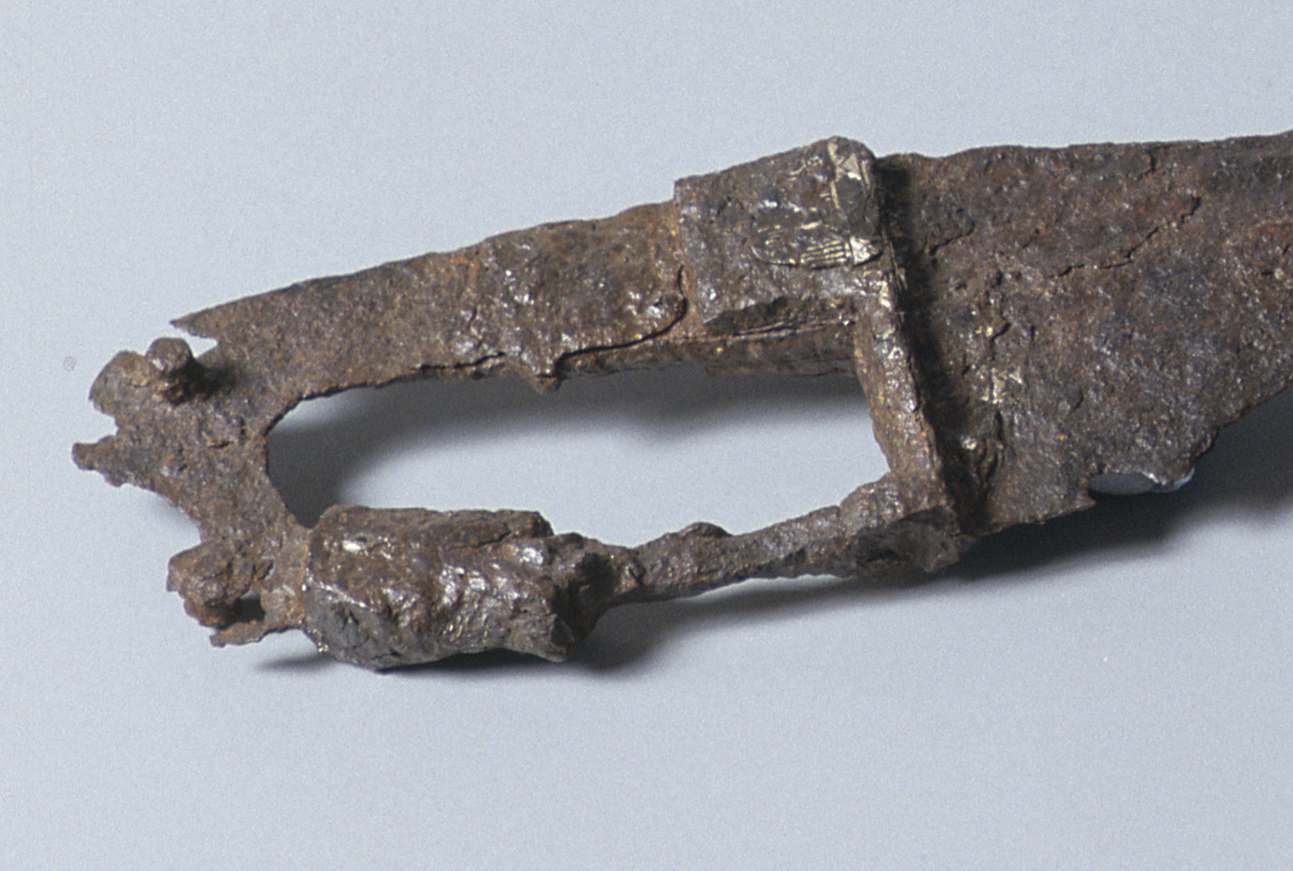
Empunyadura

L'estiu de 1968 un tractor que llaurava els terrenys de la zona de Mianes, a la vora del riu Ebre i dins del terme de Santa Bàrbara (Montsià) va localitzar unes armes de ferro, entre elles la falcata, i vasos ceràmics amb cendres.
Es descobria així una de les tres necròpolis ibèriques de l'Ebre, dins els territoris de la tribu Ilercavona. S'iniciaren les excavacions, dirigides entre 1968 i 1970 per l'arqueòleg Francesc Esteve Gàlvez que recupera i estudia 69 tombes; entre 1970 i 1971 les dirigí Joan Maluquer de Motes que recupera i estudia 62 tombes, i l'any 1984 uns nous treballs agrícoles afectaren tres tombes més que foren excavades per Margarida Genera.
Les característiques de l'enterrament eren, a grans trets, la incineració del cadàver, la deposició dels ossos i les cendres en un contenidor ceràmic, que se soterrava en una petita cavitat acompanyat de l'aixovar, habitualment compost per objectes d'ornament, objectes d'ús personal i la panòplia guerrera. El contenidor era de ceràmica, feta a mà o a torn. Inicialment, hi havia una gran varietat formal, es copiaven els vasos d'ús domèstic o ritual, fets tant a mà com en el torn. Finalment, evolucionen cap a un model estàndard, representat per l'urna d'orelletes. El nou ritus incinerador presenta dues variants: els camps d'urnes i les estructures tumulàries que participen d'un mateix espai geogràfic i cronològic, d'una afinitat ritual i d'una cultura material paral·lelitzable. Habitualment les necròpolis eren a prop dels punts d'aigua, per als rituals purificadors, i dels poblats. La mateixa organització i jerarquització social emprava el ritu funerari com un ítem més d'estatus i no en permetia l'accés al gruix de la població.
Símbol de riquesa, de posició social i d'estatus guerrer la falcata és una arma funcional que representa els forts valors aristocràtics, militars i de guerra de la cultura ibèrica. El Museu de les Terres de l'Ebre aplega una de les col·lecció més important de Catalunya d'armament ibèric.